# Malaltia de l'empelt contra l'hoste
La malaltia de l'empelt contra l'hoste (MECH) és una síndrome, caracteritzada per la inflamació en diferents òrgans, atès que els leucòcits del sistema immunitari del donant que queden dins del teixit donat (l'empelt) reconeixen el receptor (l'hoste) com a estrany. Així, aquests leucòcits ataquen les cèl·lules del cos del receptor, el que condueix a la malaltia. No s'ha de confondre amb un rebuig de trasplantament, que es produeix quan el sistema immunitari del receptor del trasplantament rebutja el teixit trasplantat. El principi subjacent (al·loimmunitat) és el mateix, però els detalls i el curs poden diferir.
També s'associa amb trasplantaments de cèl·lules mare com els que es produeixen amb trasplantament de medul·la òssia. La MECH també s'aplica a altres formes de teixits trasplantats, com ara trasplantaments d'òrgans sòlids. La MECH també es pot produir després d'una transfusió de sang si els productes sanguinis utilitzats no han estat irradiats o tractats convenientment.